# Teluk Kabung Utara
Teluk Kabung Utara is een bestuurslaag in het regentschap Padang van de provincie West-Sumatra, Indonesië. Teluk Kabung Utara telt 3603 inwoners (volkstelling 2010).